# Rik Torfs
Henri Maria Dymphna André Laurent „Rik“ Torfs (Turnhout, 16 ottobre 1956) è un docente e politico belga fiammingo, membro dei Cristiano-Democratici e Fiamminghi, professore di Diritto canonico presso la Katholieke Universiteit Leuven, e personalità mediatica. Nel 2013 è stato eletto rettore della KU Leuven. Il suo mandato scade il 31 luglio 2017.

## Biografia

### Carriera accademica

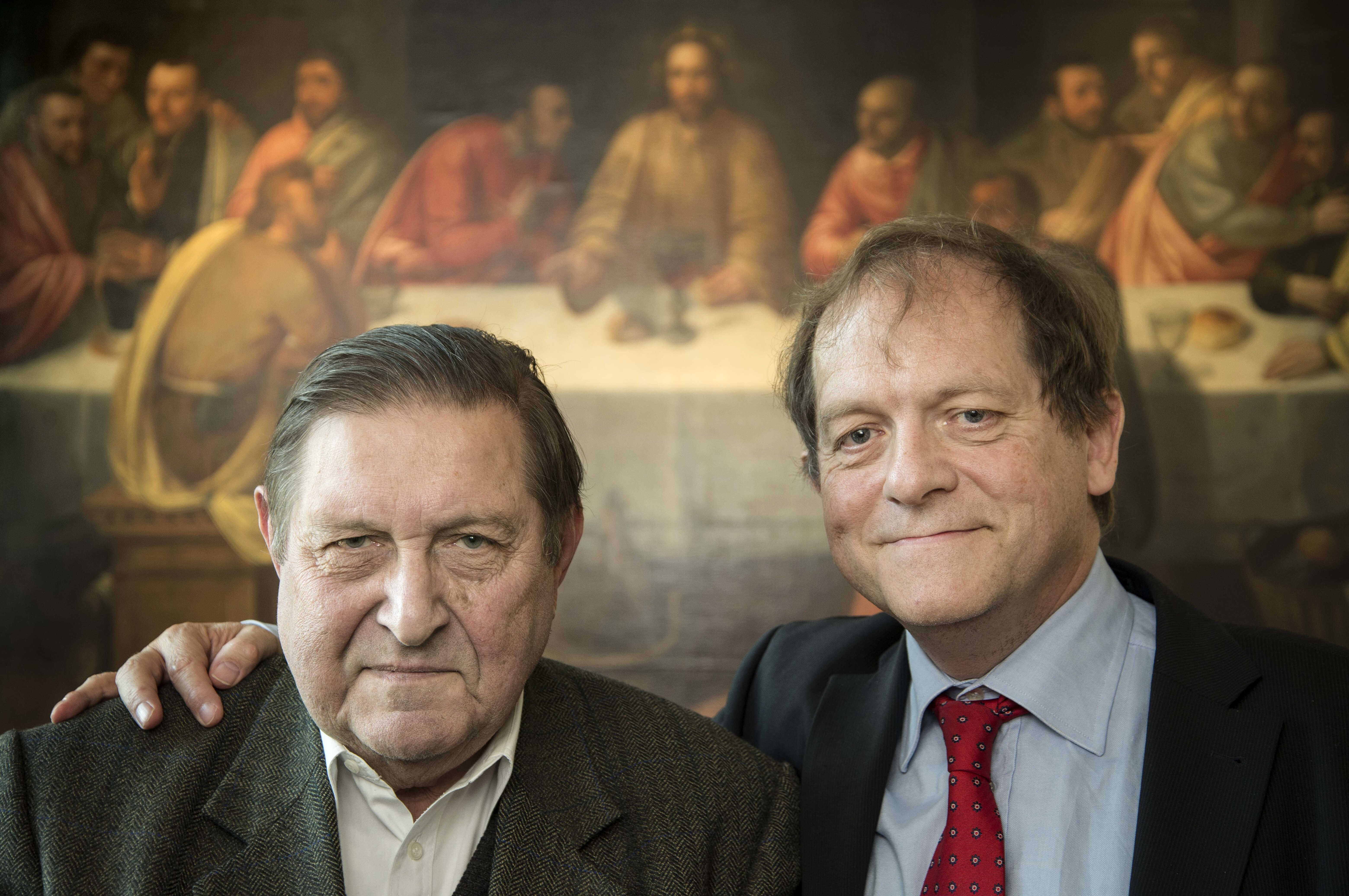
Rik Torfs e Etienne Vermeersch

Torfs ha studiato giurisprudenza presso la KU Leuven e l'Università di Strasburgo. Dopo essersi laureato in giurisprudenza e diritto parrocchiale, Torfs ha conseguito il dottorato nel 1987. Ha poi lavorato come assistente di ricerca a Lovanio prima di trascorrere un anno come docente ospite all'Università di Utrecht. Nel 1988 è tornato a Lovanio e ha lavorato lì come assistente professore. Dal 1996 ha una cattedra regolare presso la Facoltà di Diritto Canonico della KU Leuven. Dal 1994 al 2003 e dal 2009 al 2013 è stato decano di questa facoltà. È anche visiting professor presso le università di Strasburgo, Stellenbosch e Nimega. Nel 2013 è stato eletto rettore della KU Leuven. Già nel 2005 aveva fatto domanda per questa posizione, ma ha perso contro Marc Vervenne. A partire dal 1º agosto 2017, Luc Sels è diventato rettore della KU Leuven. Era stato eletto il 9 maggio 2017 come successore di Torfs, quando ha prevalso con 1088 voti contro l'avvocato canonico, che poteva unire 1040 voti. Dal 2015 è membro a pieno titolo dell'Academia Europæa.

### Politica
Nel 2010, Torfs ha ottenuto il secondo posto nella lista dei candidati della CD&V come senatore al Senato belga. Torfs ha accettato questa offerta. Così, a seguito delle elezioni del 2010 è entrato a far parte del Senato belga, ma ha lasciato di nuovo la posizione nel 2013 per diventare rettore della KU Leuven.

## Pubblicazioni (Selezione)
- De vrouw en het kerkelijk ambt. Analyse in functie van de mensenrechten in Kerk en Staat. Acco, Leuven 1985, ISBN 90-334-1019-2.
- Het canonieke huwelijksbegrip. Universitätsverlag, Leuven 1987 (Dissertation).
- Voor het zinken de kerk uit. van Hawelyck, Leuven 2004, ISBN 978-90-5617-566-5.
- Het hellend vlak. van Hawelyck, Leuven 2008, ISBN 978-90-5617-866-6.
- De vrijheid om te twijfelen. van Hawelyck, Leuven 2015, ISBN 978-94-6131-428-4.